# Rachel Le Bozec
Pour les articles homonymes, voir Le Bozec.
Rachel Le Bozec, née le 21 février 1975 à Tours, est une nageuse synchronisée française.

## Biographie
Rachel Le Bozec remporte la médaille d'argent par équipe  aux Championnats d'Europe de natation 1997 et aux Championnats d'Europe de natation 1999, ainsi que la médaille de bronze par équipe aux Championnats d'Europe de natation 2000. Elle fait aussi partie de la sélection française de natation synchronisée aux Jeux olympiques d'été de 2000.